# Europa XS
Europa XS in Europa Classic sta dvosedežni lahki športni letali britanskega proizvajalca Europa Aircraft. Obe letali se kupi v "kit" obliki za amatersko sestavljanje doma. Europa ima za doma zgrajeno letalo sorazmerno veliko potovalno hitrost - do 320 km/h. 
Europa je grajena večinoma  iz kompozitnih materialov. Na voljo je pristajalno podvozje tipa tricikel ali pa izvedba s samo enim glavnim kolesom (monowheel). 
Do leta 2011 so prodali skoraj 500 kitov, kar ga uvršča med uspešnejša letala te vrste.

## Specifikacije (Europa XS, tricikel podvozje, Rotax 912ULS)
- Posadka: 1 pilot, 1 potnik
- Dolžina: 5,84 m (19 ft 2 in)
- Razpon kril: 8,28 m (27 ft 2 in)
- Višina: 2,13 m (7 ft 0 in)
- Površina krila: 9,48 m2 (102 ft2)
- Vitkost krila: 7,2:1
- Teža praznega letala: 354 kg (780 lb)
- Gros teža: 623 kg (1370 lb)
- Pogon: 1 × Rotax 912 ULS, 74 kW (99 KM)

- Potovalna hitrost: 250 km/h (155 mph)
- Dolet: 1355 km (732 milj)
- Hitrost vzpenjanja: 5,1 m/s (1000 ft/min)